# برنت يانسن
برنت يانسن (بالألمانية: Bernt Jansen)‏ هو لاعب تنس الطاولة ألماني، ولد في 27 يوليو 1949 في مبن في ألمانيا.